# Spatula platalea
Spatula platalea este o specie de rață din familia Anatidae originară din sudul Americii de Sud.